# Jurij Brězan
Jurij Brězan, né le 9 juin 1916 à Räckelwitz dans le royaume de Saxe, partie de l'Empire allemand, et mort le 12 mars 2006 à Kamenz, écrivain, romancier, novelliste et journaliste allemand d'origine sorabe. Il écrivit dans les deux langues allemand et haut-sorabe. Il est le fondateur de la littérature socialiste de langue sorabe.

## Biographie
Jurij Brězan a fréquenté l'école secondaire en 1928 à Bautzen.
Depuis 1933, il travaille illégalement pour l'association sorabe Domowina qui devient un groupe de résistance active des Sorabes de Lusace.
Il commence des études d'économie et est exclu de cette formation en 1936 par le régime nazi.
Vers 1937-1938, il émigre à Prague. Après son retour en Allemagne, il est arrêté par les Nazis et est mis en prison jusqu'en 1939.
Pendant la Seconde Guerre mondiale, de 1942 à 1944, il est mobilisé sous l'uniforme allemand. Il est fait prisonnier par l'armée américaine.
De 1945 à 1948, il devient un fonctionnaire de l'organisme sorabe Domowina. Entre-temps il devient membre du Parti socialiste unifié d'Allemagne. À partir de 1949, il devinet journaliste et pigiste. En 1965, il entre à l'Académie des arts de Berlin. De 1969 à 1989, il est président de l'union des journalistes de RDA.
Jurij Brězan écrivit également pour la jeunesse, notamment des contes et des légendes de Lusace.

## Distinctions
- Prix national de la République démocratique allemande en 1951
- Ordre du mérite patriotique (RDA) en 1981

## Œuvres
- 52 Wochen sind ein Jahr (Novel, 1953)
- Christa (Story, 1957)
- Der Gymnasiast (Novel, 1958)
- Borbas und die Rute Gottes (Story, 1959)
- Semester der verlorenen Zeit (Novel, 1960)
- Mannesjahre (Novel, 1964)
- Der Elefant und die Pilze (Children's book, 1964)
- Die Reise nach Krakau (1966)
- Die Abenteuer des Kater Mikosch (Children's book, 1967)
- Die Schwarze Mühle (Story, 1968)
- Krabat oder Die Verwandlung der Welt (Novel, 1976)
- Krabat ou la métamorphose du monde (théâtre, 1976-2004), traduction Jean Kudela, Ed. l'Espace d'un instant, Paris, 2021  (ISBN 978-2-37572-033-2)
- Der Brautschmuck (Stories, 1979)
- Bild des Vaters (Novel, 1983)
- Dalmat hat Ferien (Children's book, 1985)
- Wie das Lachen auf die Welt kam (Stories, 1986)
- Einsichten und Ansichten (1986)
- Geschichten vom Wasser (Stories, 1988)
- Mein Stück Zeit (Autobiographical report, 1989)
- Bruder Baum und Schwester Lärche (1991)
- Das wunderschöne blaue Pferd (1991)
- Krabat oder Die Bewahrung der Welt (Novel, 1993)
- Rifko - aus dem Tagebuch eines Dackels (Children's book, 1994)
- Die Leute von Salow (Novel, 1997)
- Ohne Pass und Zoll (Autobiographical report, 1999)
- Die grüne Eidechse (Novel, 2001)
- Hunds Tagebuch (Story, 2001)